# Nem rán
Pour les articles homonymes, voir Nem.
Un chả giò (Viêt Nam du Sud), aussi appelé nem (Việt Nam du Nord), rouleau impérial (en français), nem rán (« pâté frit », en vietnamien) ou fried spring roll, spring roll ou Vietnamese roll (dans les pays anglophones et à Hong Kong) est une spécialité culinaire traditionnelle emblématique de la cuisine vietnamienne, à base de beignet salé farci frit entouré d’une galette de riz, (variante du pâté impérial asiatique à galette de farine de blé). 

## Étymologie
Du vietnamien « nem rán » (pâté frit) de nem (pâté) et rán (frit, frire).

## Histoire
Les origines de cette recette ancestrale sont inconnues. Très appréciés à l'ancienne cour impériale du Viêt Nam, et découverts par les Français à leur arrivée au Viêt Nam au XIXe siècle, ils sont alors depuis appelés nem ou « rouleau impérial » dans la francophonie. Déclinés sous plus de 70 variantes vietnamiennes, ils sont à ce jour souvent proposés au menu de nombreux restaurants asiatiques dans le monde,,.

## Recette

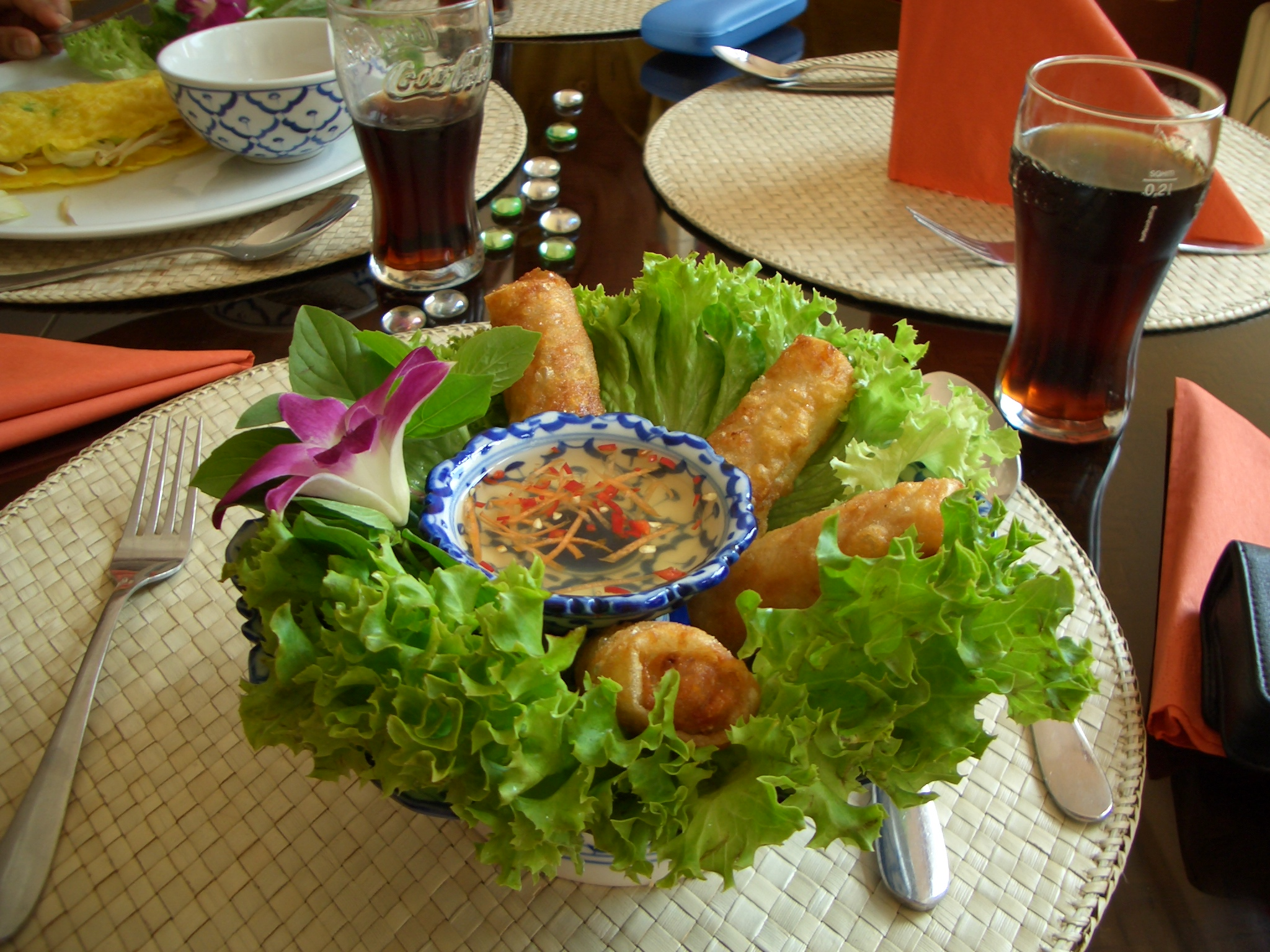
Avec sauce pour nem nước chấm.

Il existe trois variantes principales traditionnelles de nems, au porc, poulet ou mélange de crustacés (crabe et crevettes).
La farce est traditionnellement composée de viande hachée de porc, de poulet, ou de crabe et crevettes, et d'une julienne d'oignon, carotte, champignons noirs, vermicelle de soja (ou de haricot mungo), et pousse de soja, liée avec un œuf,. Elle ne contient pas de pousses de bambou, de pomme de terre, de sauce de soja, de sauce d'huître, de nuoc mam, de gingembre, ni d'épices ni menthe ou plante aromatique.
Elle est assaisonnée avec du poivre et sel, et enroulée dans une galette de riz. La farce n'est pas cuite avant le roulage dans la galette de riz, mais seulement au moment de la friture du rouleau dans l'huile, jusqu'à ce que la couche de galette de riz devienne croustillante et dorée,.

### Préparation

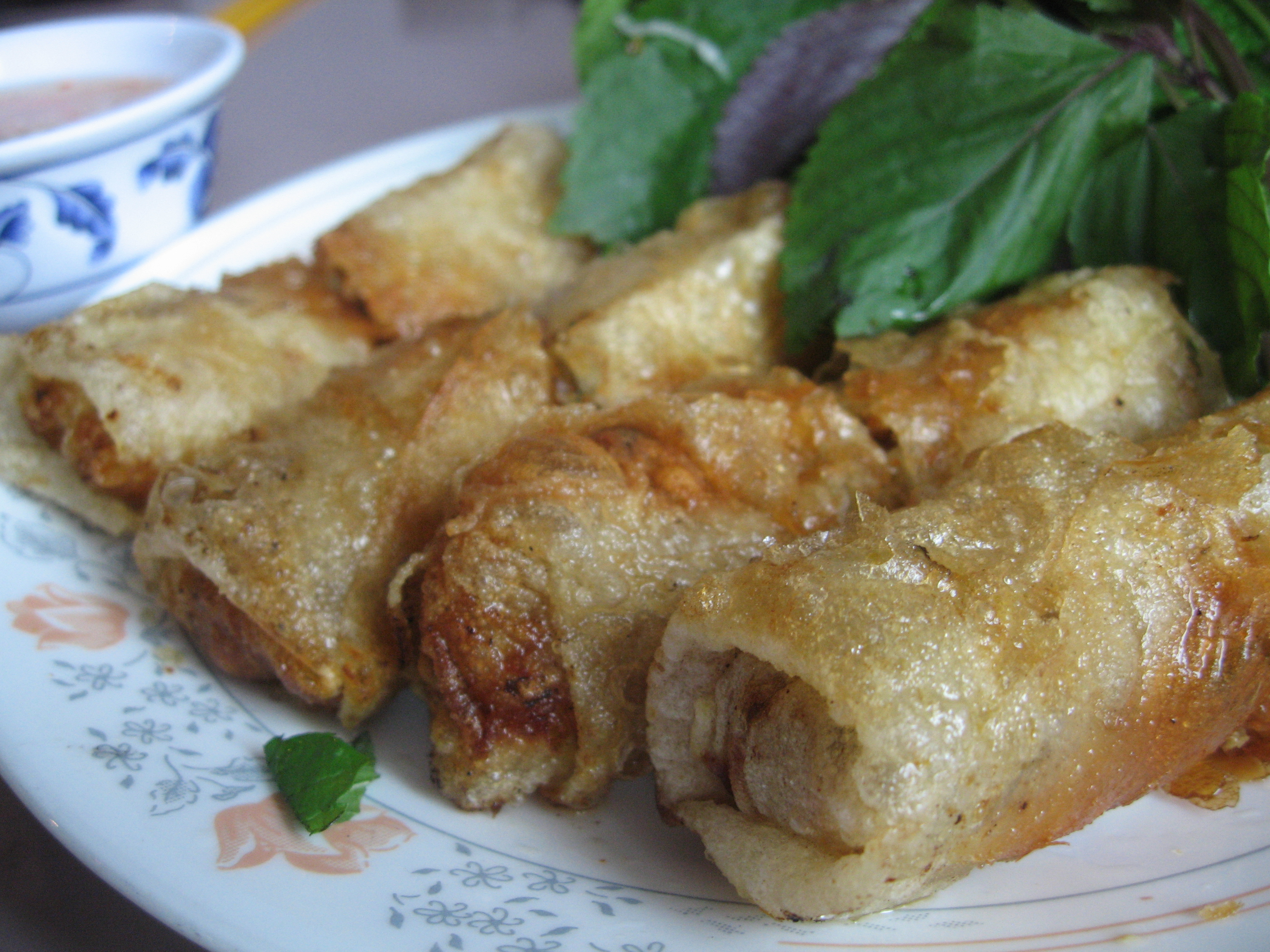

La farce est composée de maigre de porc haché pris dans l'échine ou la côtelette, d'oignon émincé, de carotte et de củ đậu (jicama), râpés et pressés afin d'enlever le maximum de jus, de vermicelles de soja cheveux d’ange, trempés quinze minutes dans de l'eau chaude, puis hachés en morceaux de cinq centimètres, de champignons noirs ou nấm mèo, trempés trente minutes dans de l'eau tiède et hachés, d’œuf qui servira de liant, de sel et de poivre.

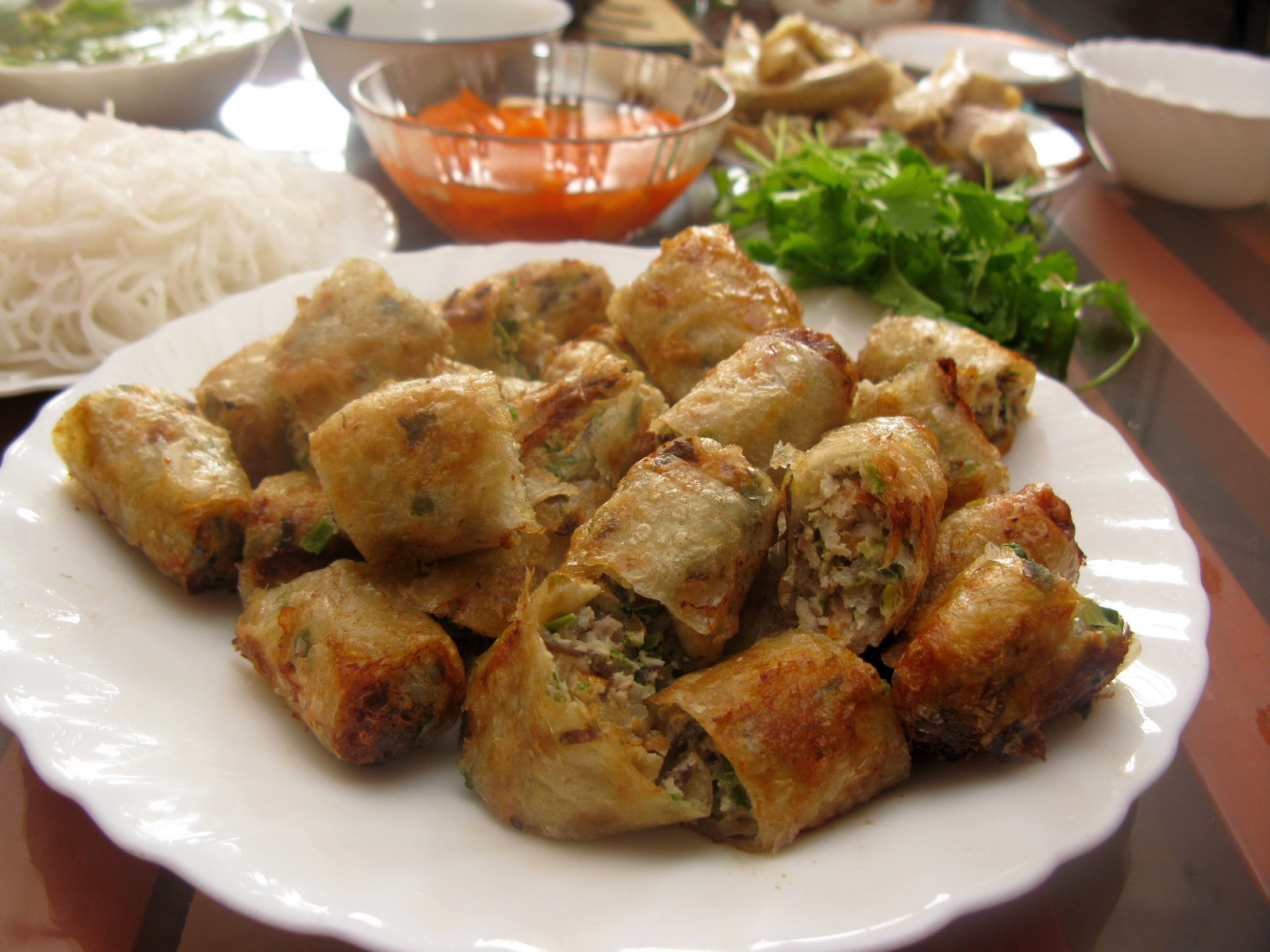

Ces ingrédients sont mélangés et assaisonnés avec sel et poivre. Les galettes sont ensuite humidifiées en les passant rapidement dans un récipient d'eau chaude. Une cuillerée de farce hachée est déposée près du bord de la galette de riz, puis les coins latéraux sont repliés, et le nem est roulé. 
Il est ensuite frit dans de l'huile chaude. 
Pour que les nems soient croustillants, il est conseillé de les frire 10 minutes, en deux cuissons : la première à 160 degrés pour cuire l'interieur, puis la deuxième cuisson à 180 degrés, pour l'exterieur et obtenir la jolie couleur dorée.
Les nems sont généralement servis dans de larges feuilles de salade verte dans lesquelles on les enroule.

## Condiments

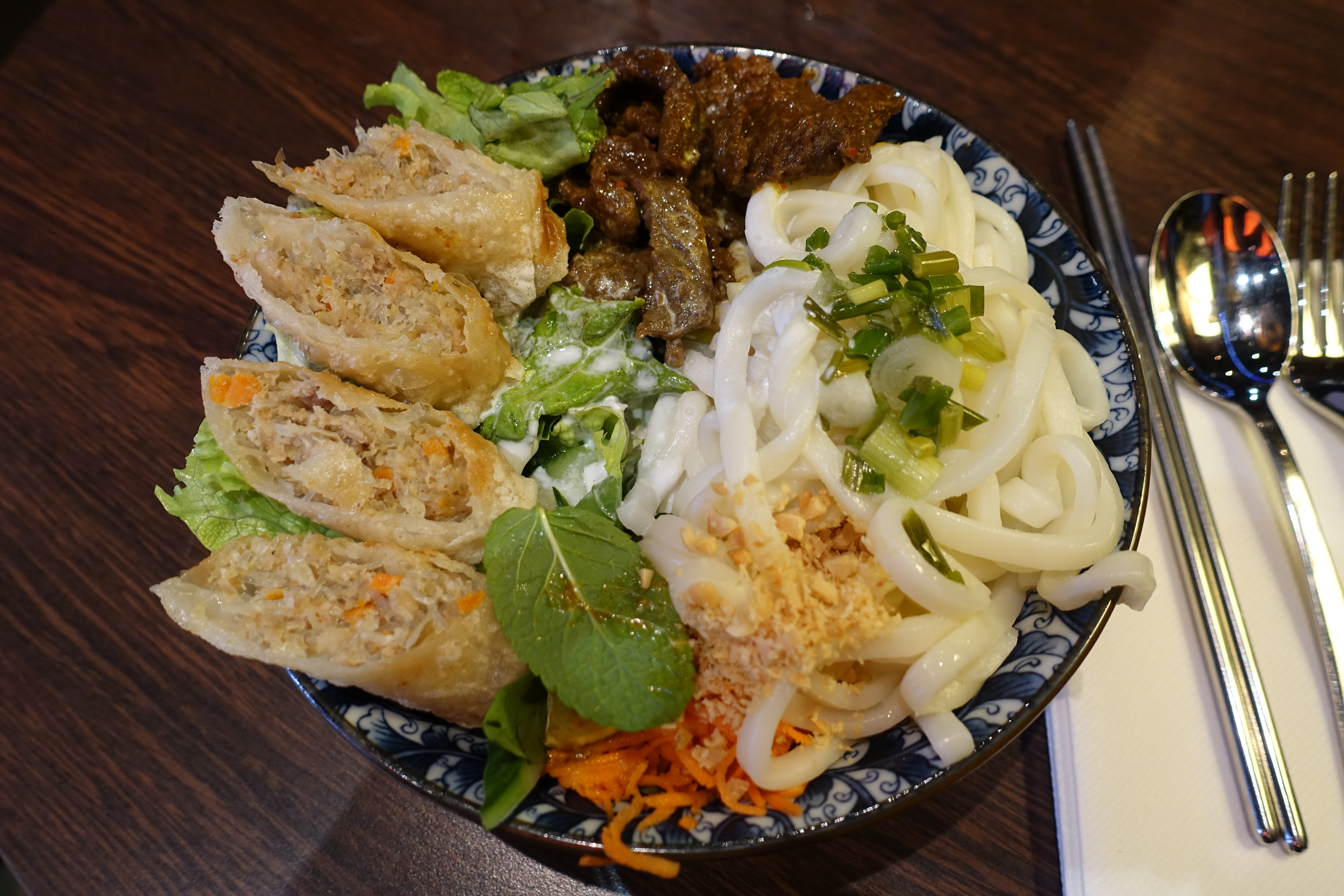
Assiette de bò bún, avec des nems.

Ils peuvent être servis avec des herbes aromatiques comme la menthe, de diếp cá (nom vietnamien de Houttuynia cordata), de larges feuilles en forme de cœur de pérille (en vietnamien, tía tô), violettes sur le dessus et vertes sur le dessous, du basilic thaï (rau quế, Ocimum basilicum var. thyrsiflora), de la coriandre, des pousses de soja et du trái khế (carambole) coupés en fines tranches.
Les nems peuvent être consommés avec soit de la sauce nước mắm, soit de la sauce de soja, ou bien avec de la sauce pour nems nước chấm faite maison (mélange de nước mắm, de moitié d'eau, de sucre, de vinaigre de vin blanc et de citron).

### Articles connexes

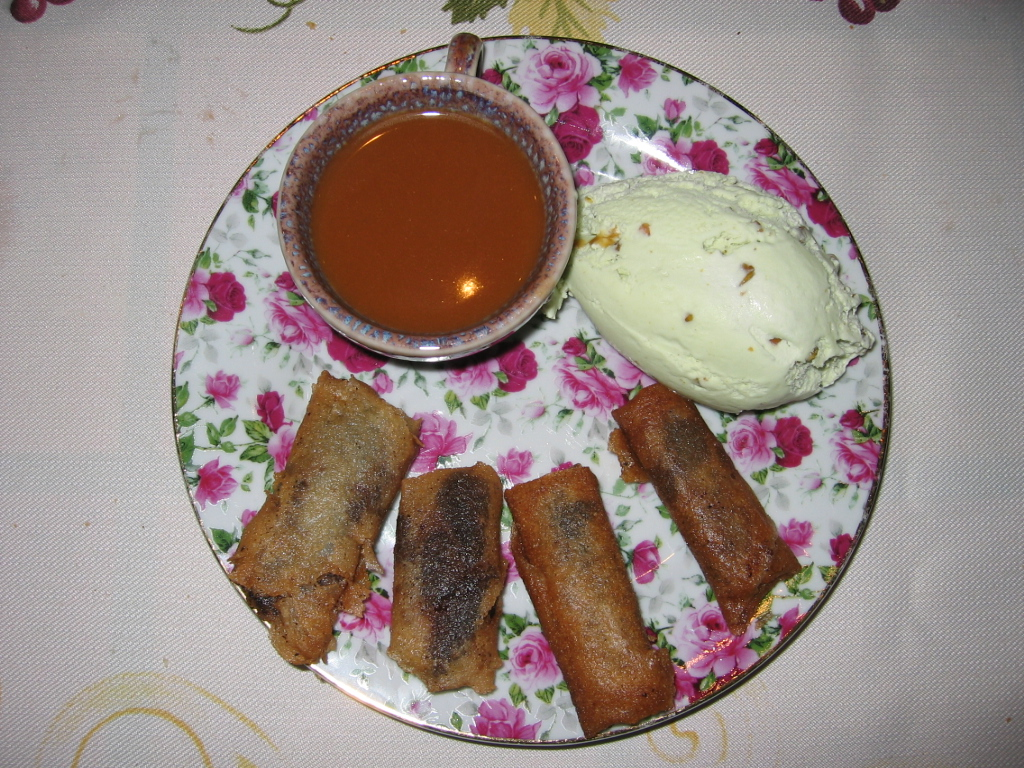
Nems au chocolat, sauce caramel et crème glacée à la pistache.